# Hobšovice
Hobšovice település Csehországban, a Kladnói járásban. Hobšovice Kmetiněves, Beřovice, Hospozín, Černuc, Velvary, Žižice, Poštovice és Zlonice településekkel határos. Lakosainak száma 356 fő (2024. január 1.).

## Népesség
A település lakosságának változását az alábbi diagram mutatja:
| Lakosok száma | 709  | 791  | 719  | 376  | 286  | 320  | 355  | 370  | 349  | 356  |
|               | 1869 | 1890 | 1921 | 1950 | 1980 | 2001 | 2017 | 2019 | 2022 | 2024 |